# Nécropole nationale de Courcelles-le-Comte
La nécropole nationale de Courcelles-le-Comte est un cimetière militaire français sis sur le territoire de la commune de Courcelles-le-Comte, dans le département du Pas-de-Calais.

## Localisation
La nécropole est située sur la route départementale D 32, au sud de la commune de Courcelles-le-Comte, juste après le panneau d'entrée de la commune.

## Historique
La nécropole rassemble les dépouilles de 275 soldats inconnus inhumés en ossuaire ainsi que 39 stèles nominatives de soldats « mort pour la France » lors des batailles d’Artois et, plus précisément, durant les combats du 27 septembre au 4 octobre 1914 date à laquelle le village , complètement détruit par les bombardements, passe aux mains des Allemands.

A l'issue de la guerre, les corps des soldats français sont exhumés et inhumés en ce lieu  .

## Galerie

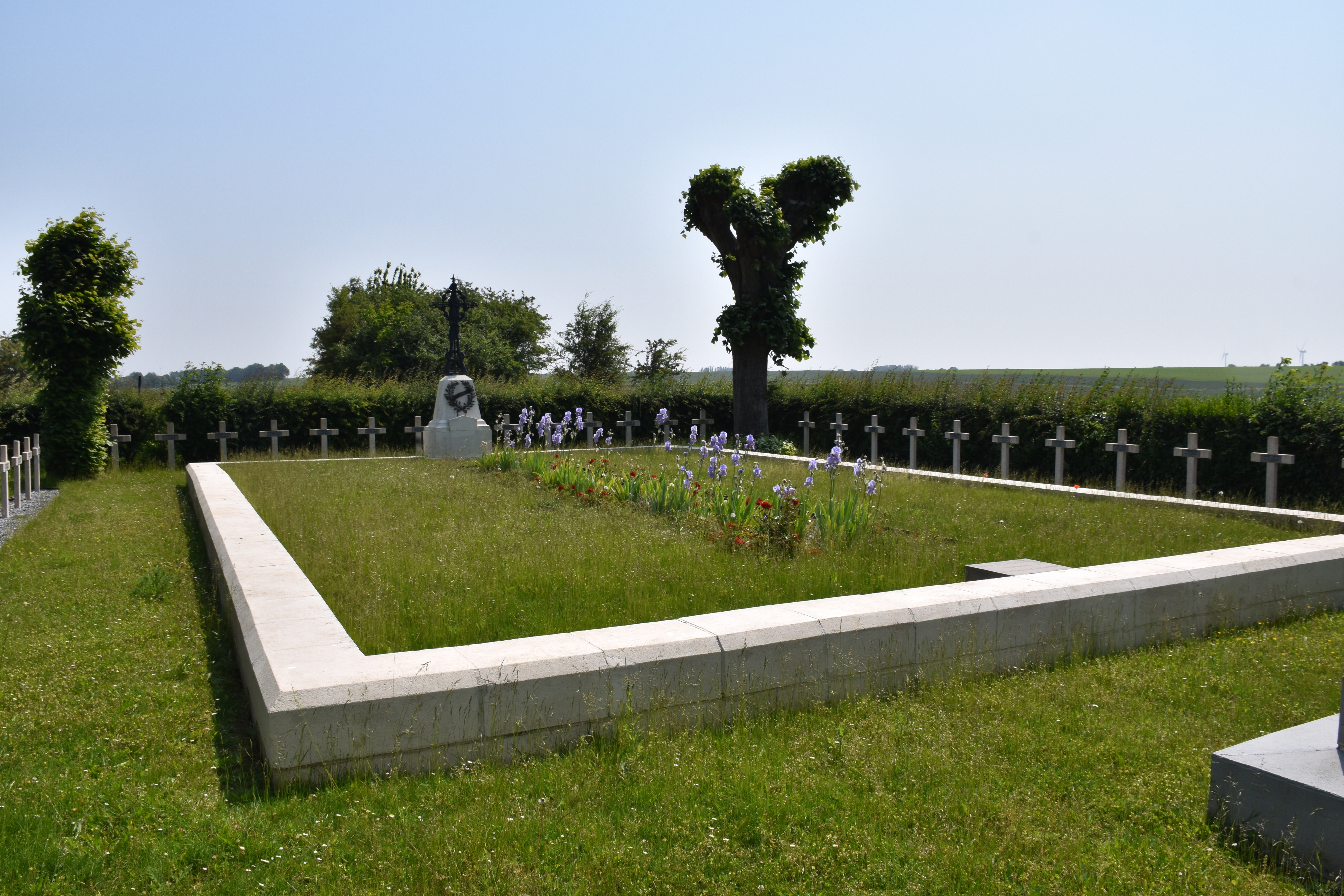
Ossuaire comportant les corps de 275 soldats inconnus.
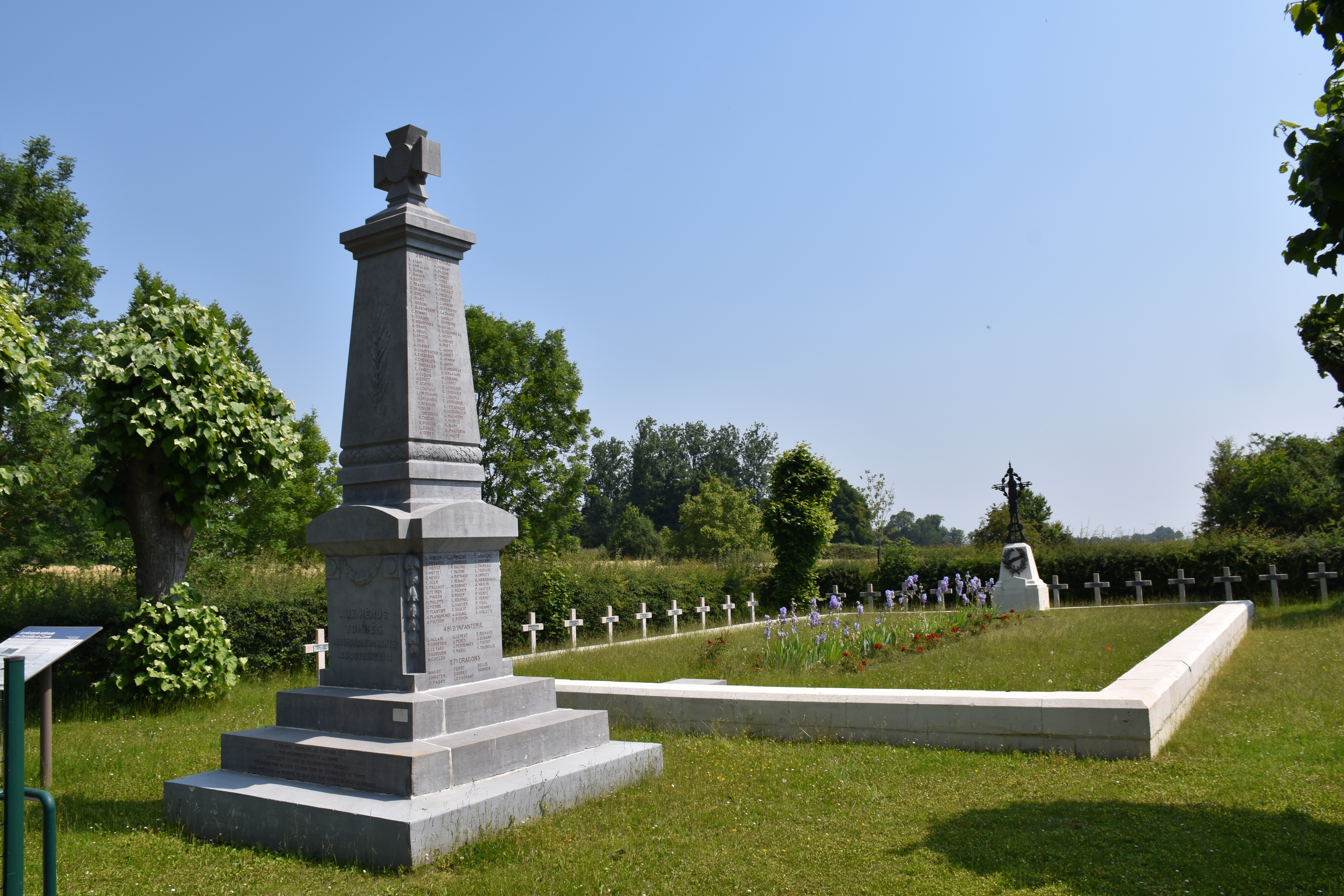
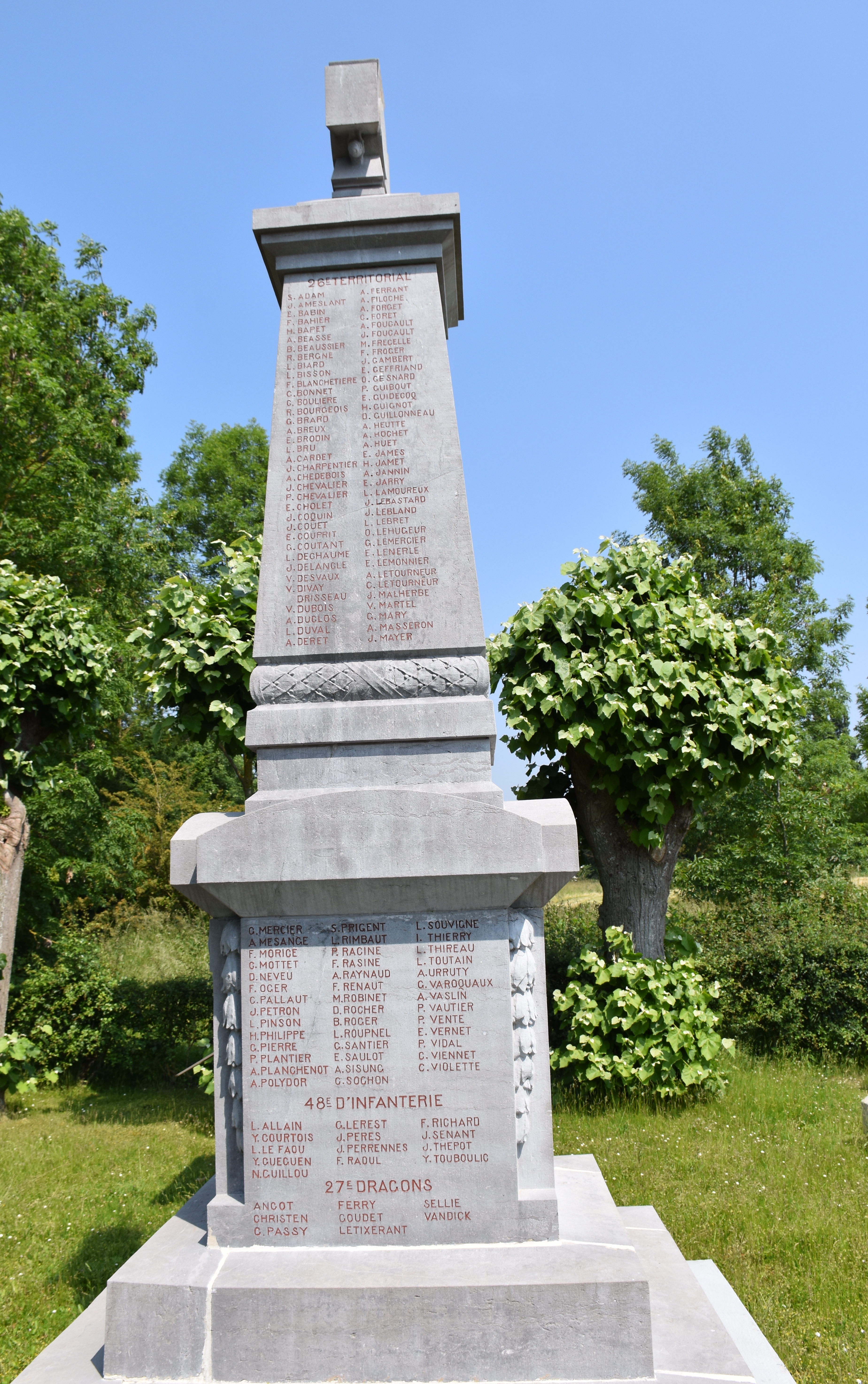
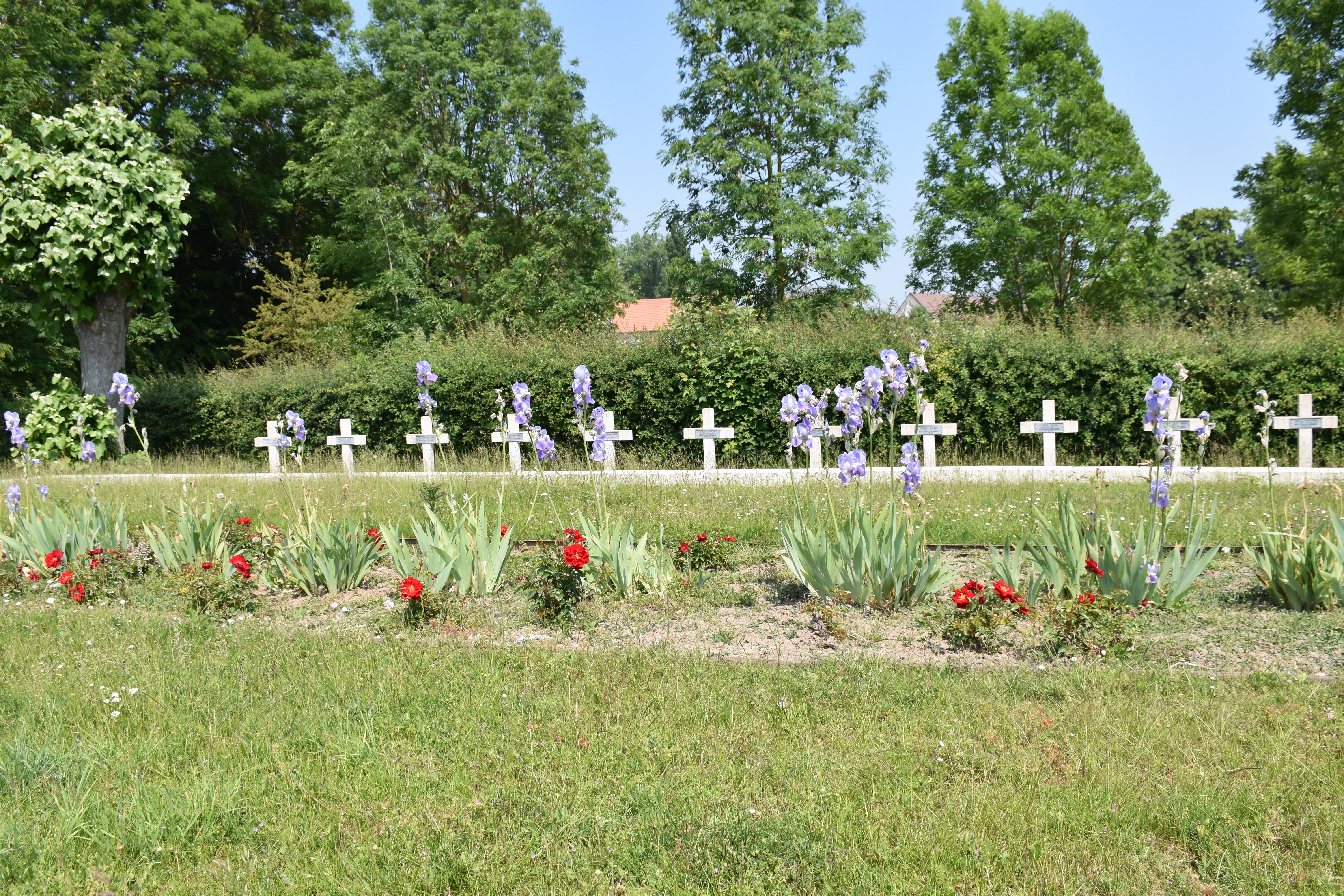
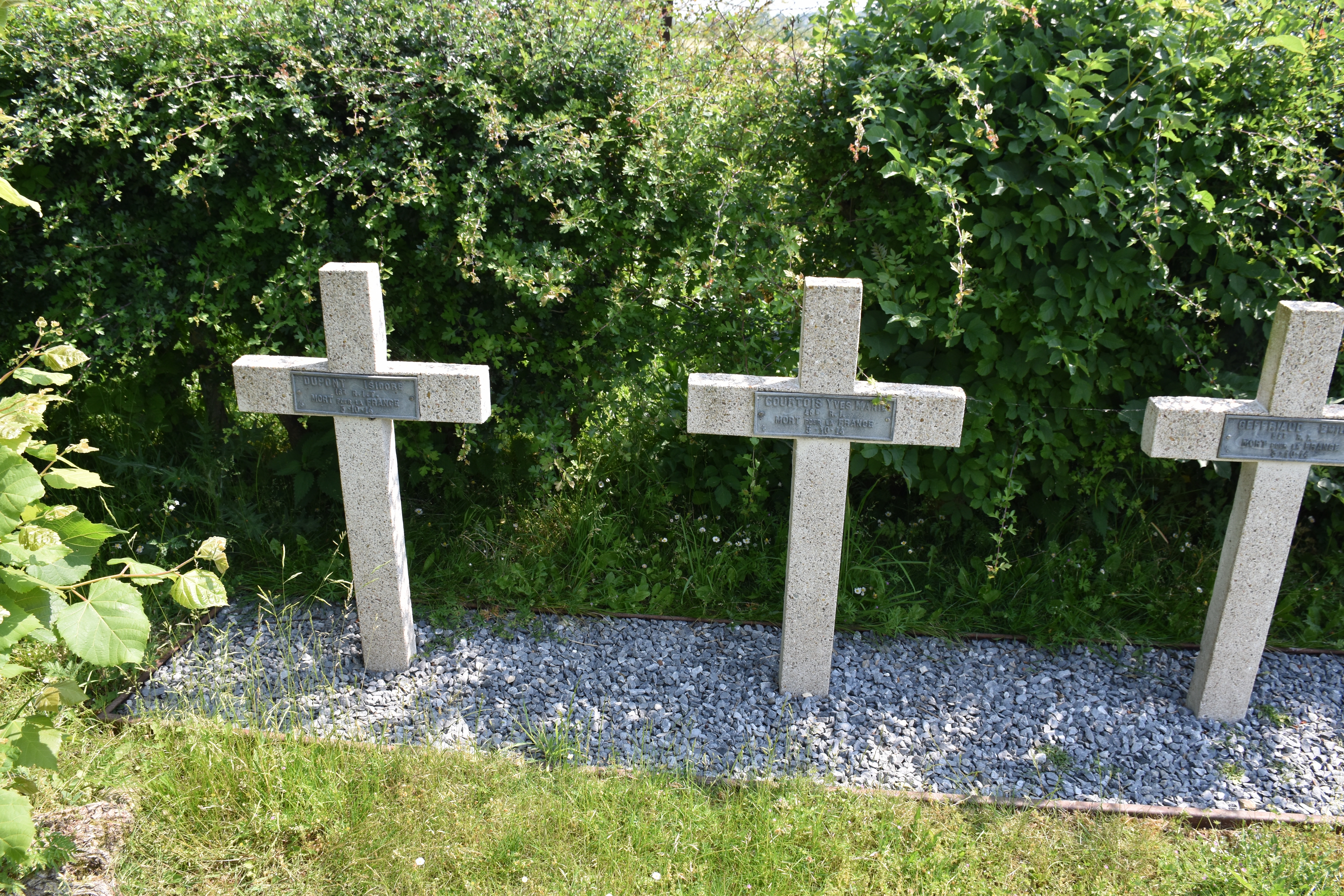
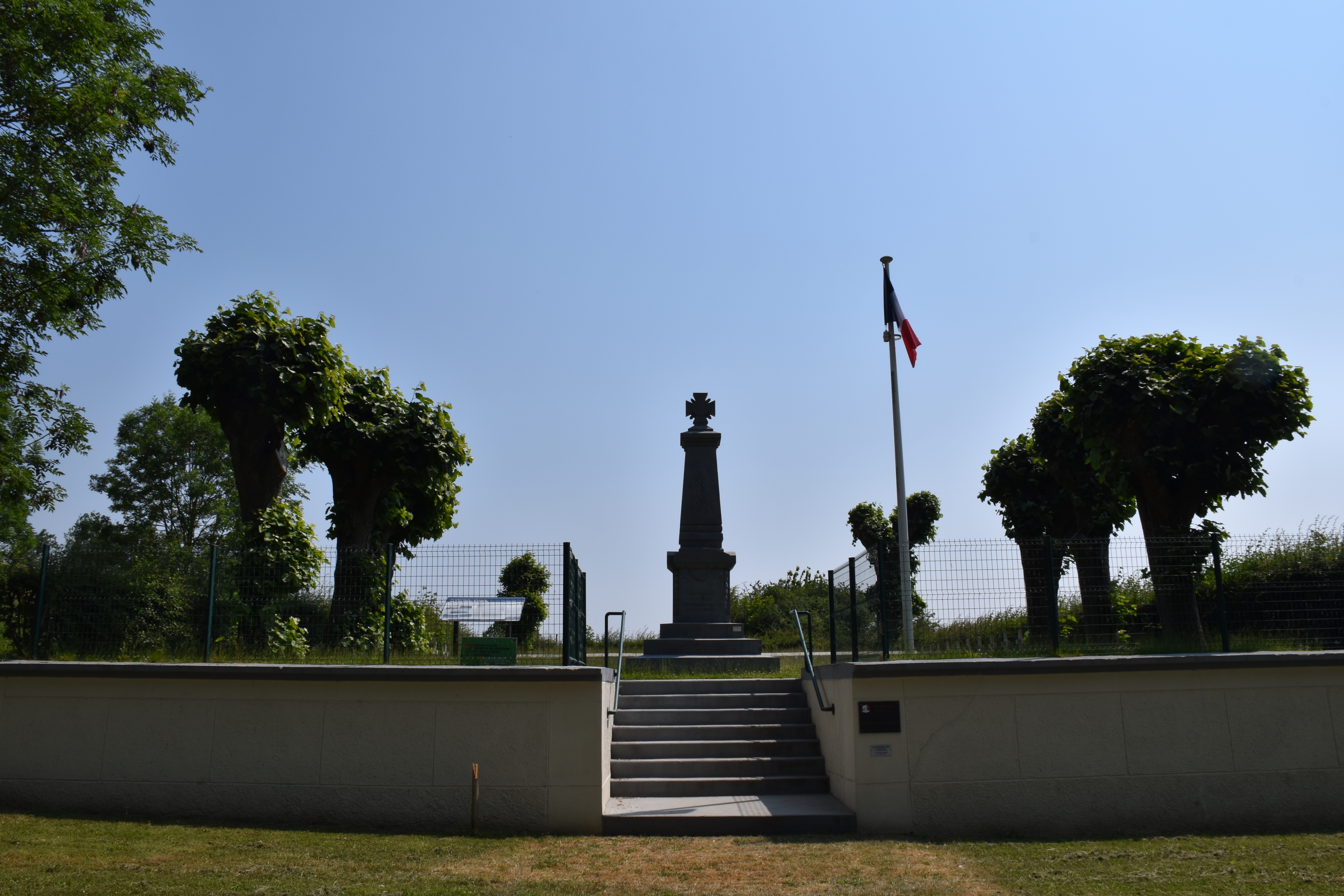
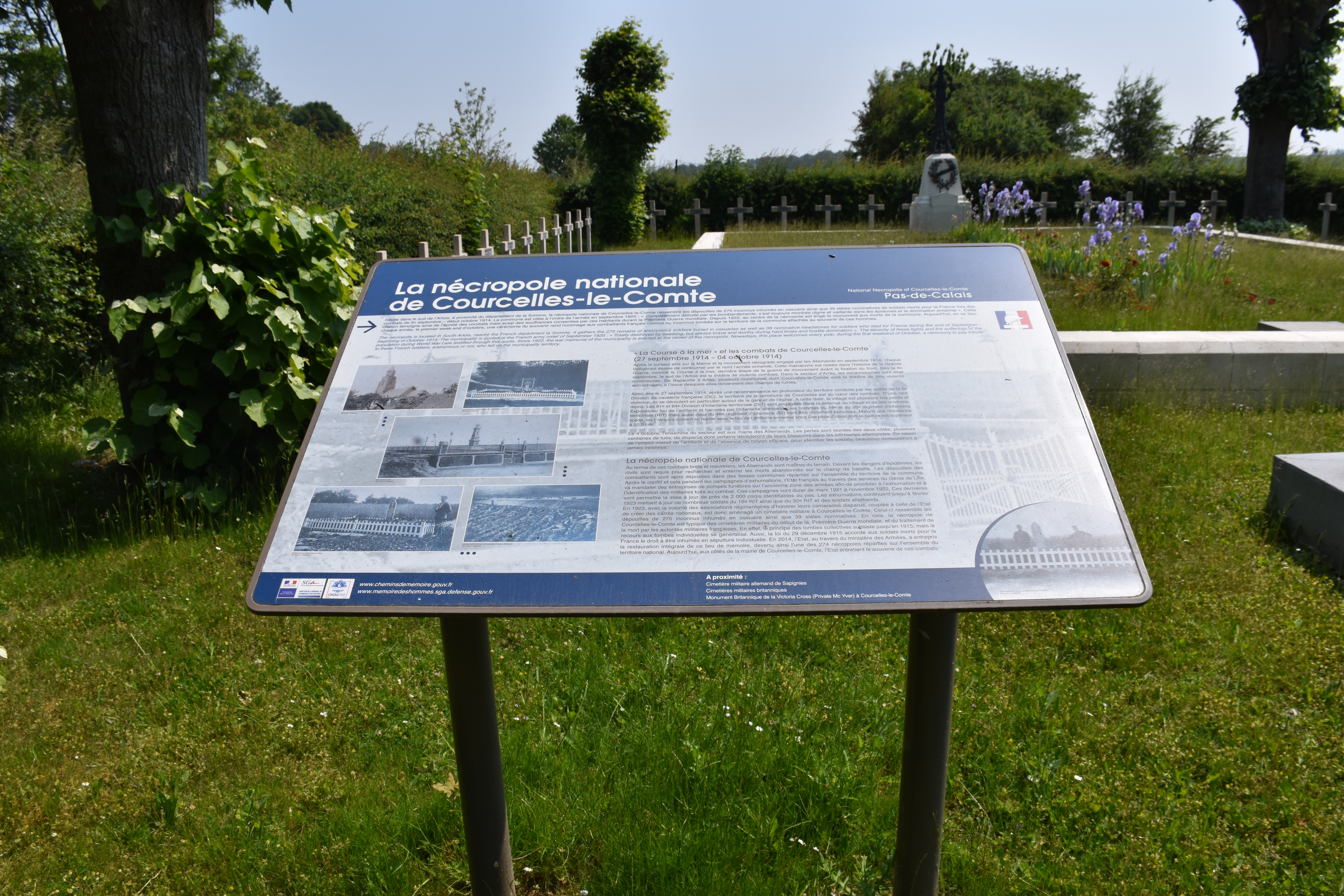